# 海洋資訊
海洋資訊集團有限公司，簡稱海洋資訊集團，以及海洋資訊（英語：Ocean Information Holdings Limited，港交所除牌時0497.HK），在1980年，由曾文忠創立，當時經營電腦軟件相關行業。
其股份自1992年在香港交易所主板上市，曾位於深圳廠房，但由於受到長期虧損，於是出售給吳志成有關人士，更名為創見太平洋控股有限公司，到現時資本策略地產有限公司至今。

## 連結
- CSIGroup.hk （页面存档备份，存于）